# Luís Manuel de Araújo
Luís Manuel de Araújo (Lisboa, 1949) é um historiador e escritor português. 

## Biografia
Fez os seus estudos iniciais, na Casa Pia de Lisboa, licenciou-se em História na Faculdade de Letras de Lisboa em 1980.
Doutorado em Letras (História Pré-Clássica) pela Universidade de Lisboa, e fez um estágio de pós-graduação em Egiptologia na Universidade do Cairo

## Livros Publicados
- Os grandes faraós do Antigo Egipto
- A Escrita das Escritas
- Os guerreiros do ferro-velho (1982);
- Os dois barcos (1982);
- Eça de Queirós e o Egipto Faraónico (1988);
- Egipto: as pirâmides do Império Antigo (1992);
- Estudos sobre Erotismo no Antigo Egipto (1995);
- O Núcleo Egípcio da colecção Marciano Azuaga (1995);
- O Clero do Deus Amon no Antigo Egipto (1999);
- Dicionário do Antigo Egipto (Editora Caminho, 2001)
- Estatuetas funerárias egípcias da XXI dinastia (2003);
- Mitos e Lendas - Antigo Egito: 30 faraós, 30 dinastias (2011)
- Erotismo e sexualidade no antigo Egipto (2012);